# 러시아의 우크라이나 점령지역 합병

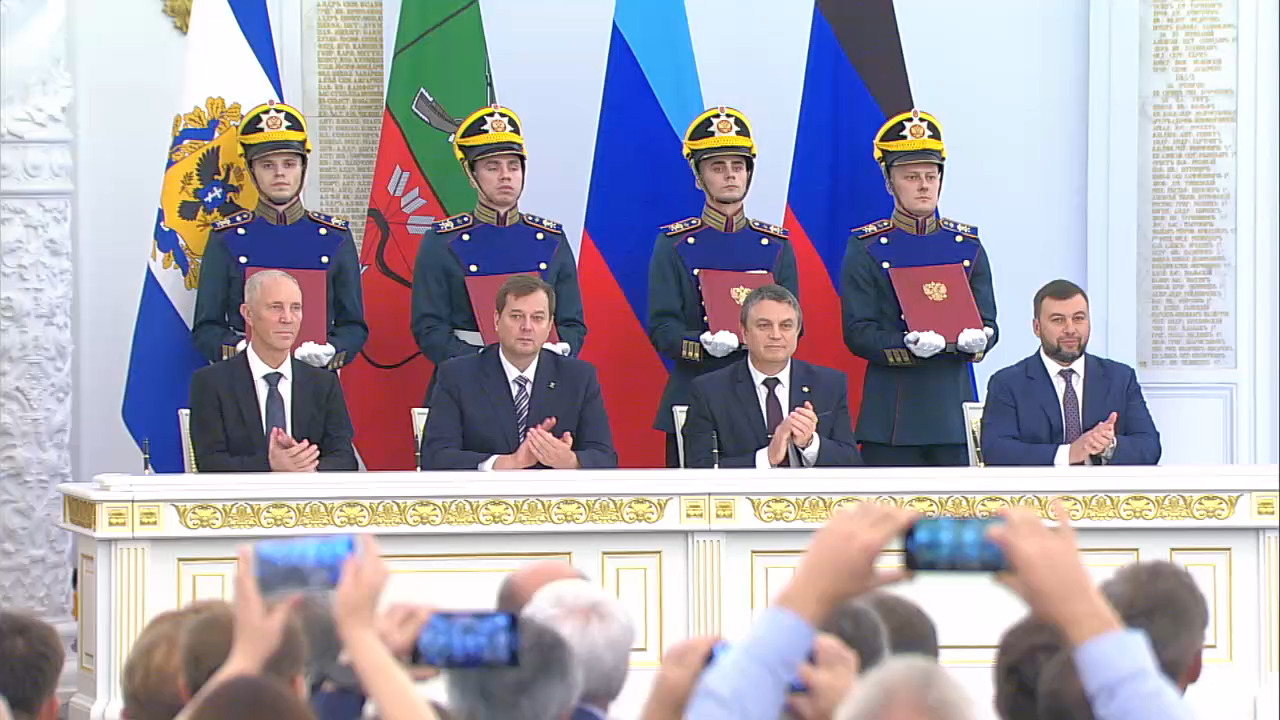
2022년 9월 30일에 러시아 모스크바에서 열린 도네츠크주, 헤르손주, 루한스크주, 자포리자주 합병 조약 서명식에 참석한 러시아 점령 당국 대표.

2022년 9월 30일, 우크라이나 침공이 진행되는 가운데 러시아는 일방적으로 우크라이나 4개 주(도네츠크주, 헤르손주, 루한스크주, 자포리자주) 주변 지역의 합병을 선언했다. 합병될 지역의 경계와 그 경계는 정의되지 않았다. 러시아 관리들은 이 내용이 나중에 정의될 것이라고 밝혔다. 선언 당시나 그 이후로나 어떤 지역도 러시아의 완전한 통제 하에 있지 않았다. 당시 러시아 통제 지역(약 90,000평방 킬로미터 또는 우크라이나 영토의 15%)으로 제한된다면 합병은 여전히 2차 세계 대전 이후 유럽에서 가장 큰 합병이 될 것이다.
합병은 적대 행위가 계속되고 많은 인구가 도망친 지역에서 러시아 점령 당국이 조직한 며칠 전 국제적으로 승인되지 않은 국민 투표가 실시된 후에 발생했다. 이는 침공이 시작된 지 7개월 뒤, 우크라이나 하르키프의 반격이 시작된 지 한 달도 채 되지 않아 발생했다. 조인식은 모스크바 크렘린 궁전에서 점령 당국 수장인 레오니드 파세크니크(Leonid Pasechnik), 데니스 푸실린(Denis Pushilin), 예브게니 발리츠키(Yevgeny Balitsky), 볼로디미르 살도(Volodymyr Saldo), 그리고 블라디미르 푸틴(Vladimir Putin) 러시아 대통령이 참석한 가운데 열렸다.
국제 사회는 조선민주주의인민공화국과 시리아를 제외하면 합병을 인정하지 않고 있다. 우크라이나, 유럽 연합, 미국, 유엔 등은 모두 국민투표와 합병이 법적 근거나 효력이 없다고 밝혔다. 볼로디미르 젤렌스키 우크라이나 대통령은 이에 대해 우크라이나가 NATO 가입을 신속히 신청할 것이라고 밝혔다. 10월 19일 러시아는 합병 및 통제 지역에 계엄령을 선포하고, 공개 집회를 금지하고 개인의 자유를 광범위하게 제한하는 법안을 제정했다.

## 같이 보기
- 2022년 러시아 점령 우크라이나 합병 국민투표
- 노보로시야 연방국
- 실효 지배